# Tarczek (gmina)
Tarczek – dawna gmina wiejska istniejąca do 1954 roku w woj. kieleckim. Nazwa gminy pochodzi od wsi Tarczek, lecz siedzibą władz gminy był Świętomarz. 
W okresie międzywojennym gmina Tarczek należała do powiatu iłżeckiego w woj. kieleckim. Po wojnie gmina zachowała przynależność administracyjną. Według stanu z dnia 1 lipca 1952 roku gmina składała się z 12 gromad: Brzezie, Dąbrowa Poduchowna, Dąbrowa Skarbowa, Grabków, Jadowniki, Jawór, Krajków, Łomno, Modrzewie, Sierżawy, Świętomarz i Tarczek.
Jednostka została zniesiona 29 września 1954 roku wraz z reformą wprowadzającą gromady w miejsce gmin. Po reaktywowaniu gmin z dniem 1 stycznia 1973 roku gminy Tarczek nie przywrócono, a jej dawny obszar wszedł głównie w skład nowej gminy Brzezie w tymże powiecie i województwie oraz częściowo gmin Pawłów (Stary Jawor) i Bodzentyn (Dąbrowa Poduchowna i Dąbrowa Skarbowa), ta ostatnia w powiecie kieleckim.